# ケイシー・マカティア
ケイシー・イアン・マカティア (Kasey Ian McAteer, 2001年11月22日 - ) は、イングランド・ノーサンプトン出身のサッカー選手。ポジションはミッドフィールダー。アイルランド代表。レスター・シティFC所属。

## 経歴
8歳のときにレスター・シティのアカデミーに入団。
2021年12月12日、ニューカッスル戦にてプレミアリーグデビューを果たした。
2022年1月28日、リーグ2所属のフォレストグリーン・ローヴァーズへシーズン終了までレンタル移籍。2月1日のポート・ヴェイル戦にてクラブデビュー。9試合に出場し、同クラブの優勝に貢献した。
2023年1月31日、リーグ2所属のウィンブルドンへシーズン終了までレンタル移籍。4月10日のサルフォード・シティ戦にてリーグ2初ゴールを決めた。
8月26日、チャンピオンシップのロザラム戦にてクラブ初得点を含む2得点を挙げ、チームの勝利に貢献した。
2024年8月20日、2028年までの契約延長にサインした。

## 代表経歴
イングランド出身であるが、アイルランド系の家系でありアイルランド代表資格を持つ。
2024年8月29日、UEFAネーションズリーグ2024-25開幕2試合に向けたA代表に初招集された。
2024年9月7日、イングランド戦にて代表デビュー。

## 個人成績
2024年8月21日現在
| 所属クラブ                              | シーズン | リーグ             | リーグ | リーグ | FAカップ | FAカップ | EFLカップ | EFLカップ | その他 | その他 | 合計 | 合計 |
| 所属クラブ                              | シーズン | ディビジョン       | 出場   | 得点   | 出場     | 得点     | 出場      | 得点      | 出場   | 得点   | 出場 | 得点 |
| --------------------------------------- | -------- | ------------------ | ------ | ------ | -------- | -------- | --------- | --------- | ------ | ------ | ---- | ---- |
| フォレストグリーン・ローヴァーズ (loan) | 2021-22  | リーグ2            | 9      | 0      | —        | —        | —         | —         | —      | —      | 9    | 0    |
| ウィンブルドン (loan)                   | 2020-21  | リーグ2            | 18     | 1      | —        | —        | —         | —         | —      | —      | 18   | 1    |
| レスター・シティ                        | 2021-22  | プレミアリーグ     | 1      | 0      | 1        | 0        | 0         | 0         | —      | —      | 2    | 0    |
| レスター・シティ                        | 2022-23  | プレミアリーグ     | 0      | 0      | 1        | 0        | 1         | 0         | —      | —      | 2    | 0    |
| レスター・シティ                        | 2023-24  | チャンピオンシップ | 23     | 6      | 1        | 0        | 2         | 1         | —      | —      | 26   | 7    |
| レスター・シティ                        | 2024-25  | プレミアリーグ     | 1      | 0      | 0        | 0        | 0         | 0         | —      | —      | 1    | 0    |
| レスター・シティ                        | 合計     | 合計               | 25     | 6      | 3        | 0        | 3         | 1         | —      | —      | 31   | 7    |
| 通算                                    | 通算     | 通算               | 52     | 7      | 3        | 0        | 3         | 1         | 0      | 0      | 58   | 8    |

| 所属クラブ          | シーズン | リーグ          | リーグ | リーグ | その他 | その他 | 合計 | 合計 |
| 所属クラブ          | シーズン | リーグ          | 試合   | 得点   | 試合   | 得点   | 試合 | 得点 |
| ------------------- | -------- | --------------- | ------ | ------ | ------ | ------ | ---- | ---- |
| レスター・シティU23 | 2020-21  | プレミアリーグ2 | 16     | 4      | 4      | 0      | 20   | 4    |
| レスター・シティU23 | 2021-22  | プレミアリーグ2 | 14     | 2      | 3      | 0      | 17   | 2    |
| レスター・シティU23 | 2022-23  | プレミアリーグ2 | 12     | 3      | 2      | 0      | 14   | 3    |
| 合計                | 合計     | 合計            | 42     | 9      | 9      | 0      | 51   | 9    |

1. 1 2 3  EFLトロフィーへの出場

### 代表
2024年9月14日現在
| 代表国       | 年   | 出場 | 得点 |
| ------------ | ---- | ---- | ---- |
| アイルランド | 2024 | 2    | 0    |
| 通算         | 通算 | 2    | 0    |

## タイトル
フォレストグリーン・ローヴァーズ
- EFLリーグ2：2021-22

レスター・シティ
- EFLチャンピオンシップ：2023-24